# Sminthopsis longicaudata
Sminthopsis longicaudata é uma espécie de marsupial da família Dasyuridae. Endêmica da Austrália;
- Nome Popular: Dunnart-de-cauda-longa, Tjarrtjalaranpa, Yarntala, Yarrutju;

- Nome Científico: Sminthopsis longicaudata (Spencer, 1909)

## Características
É um dos maiores Dunnarts, tem a cauda mais longa que o corpo que mede cerca de 8–9 cm e a cauda de 18–21 cm de comprimento. Seu peso varia entre 15-20 gramas. A pelagem é de cor cinza pálido a castanho claro em todo corpo e o ventre mais claro;

## Hábitos alimentares
Alimenta-se de invertebrados como formigas, besouros e lacraias;

## Habitat
Matagais e florestas temperadas, savanas de solos rochosos e semi-áridos;

## Distribuição Geográfica
Território do Norte, Austrália Meridional, Austrália Ocidental;